# Platygaster stefaniolae
Platygaster stefaniolae är en stekelart som beskrevs av Peter Neerup Buhl 1998. Platygaster stefaniolae ingår i släktet Platygaster och familjen gallmyggesteklar. Inga underarter finns listade i Catalogue of Life.